# Conny Plank
Conny Plank, all'anagrafe Konrad Plank (Hütschenhausen, 3 maggio 1940 – Colonia, 18 dicembre 1987), è stato un produttore discografico e tecnico del suono tedesco.

## Biografia
È stato ingaggiato da diversi musicisti anche come ingegnere del suono. Negli anni settanta e Ottanta, i suoi studi di registrazione di Colonia sono stati tra i più attivi della scena rock europea.
Conny Planck uno dei più innovativi sound designer e produttori musicali le cui registrazioni hanno rivoluzionato la scena musicale tra gli anni ’60 e ’80. Pioniere del Krautrock e della musica pop elettronica. ha iniziato la sua attività presso la Ohr.
Tra il periodo compreso tra il 1968 e il 1977, una nuova generazione di musicisti aveva l'obiettivo di superare il passato recente di un paese che stentava ad identificarsi. Conny Plank condivideva la loro determinazione idealistica di creare una nuova musica tedesca che rispecchiasse lo spirito del rinnovamento culturale dell'epoca del dopoguerra, senza dover ricorrere a tropi imitati in modo poco originale dal rock anglo-americano.
Ha collaborato con molti artisti di fama internazionale tra cui David Bowie, Brian Eno, Kraftwerk, Ultravox, Can, NEU!, Killing Joke, Eurythmics e Gianna Nannini. Tra i vari dischi incisi nei suoi studi vi sono: Before and After Science e Ambient 1: Music for Airports di Eno, Echo & the Bunnymen della band omonima, Q: Are We Not Men? A: We Are Devo! dei Devo, Profumo della Nannini, In the Garden degli Eurythmics e Systems of Romance degli Ultravox.